# Nuage
Pour les articles homonymes, voir Nuage (homonymie).
Un nuage est en météorologie une masse visible constituée initialement d'une grande quantité de gouttelettes d’eau (parfois de cristaux de glace associés à des aérosols chimiques ou des minéraux) en suspension dans l’atmosphère au-dessus de la surface d'une planète. L’aspect d'un nuage dépend de sa nature, de sa dimension, de la lumière qu’il reçoit, ainsi que du nombre et de la répartition des particules qui le constituent. Les gouttelettes d’eau d’un nuage proviennent de la condensation de la vapeur d'eau contenue dans l’air. La quantité maximale de vapeur d’eau (gaz invisible) qui peut être contenue dans une masse d'air varie en fonction de la température et de la pression : plus l’air est chaud, plus il peut contenir de vapeur d’eau. À chaque instant, environ 60 % de la troposphère terrestre est nuageuse (voir les articles Pression de vapeur saturante et Formule de Clapeyron).

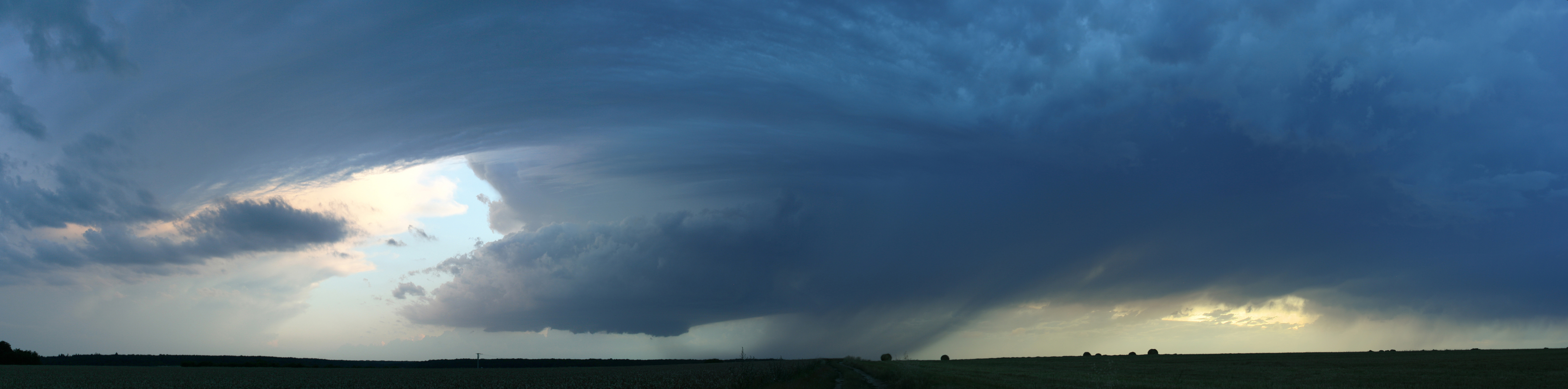
Mur de nuages d'un orage supercellulaire.

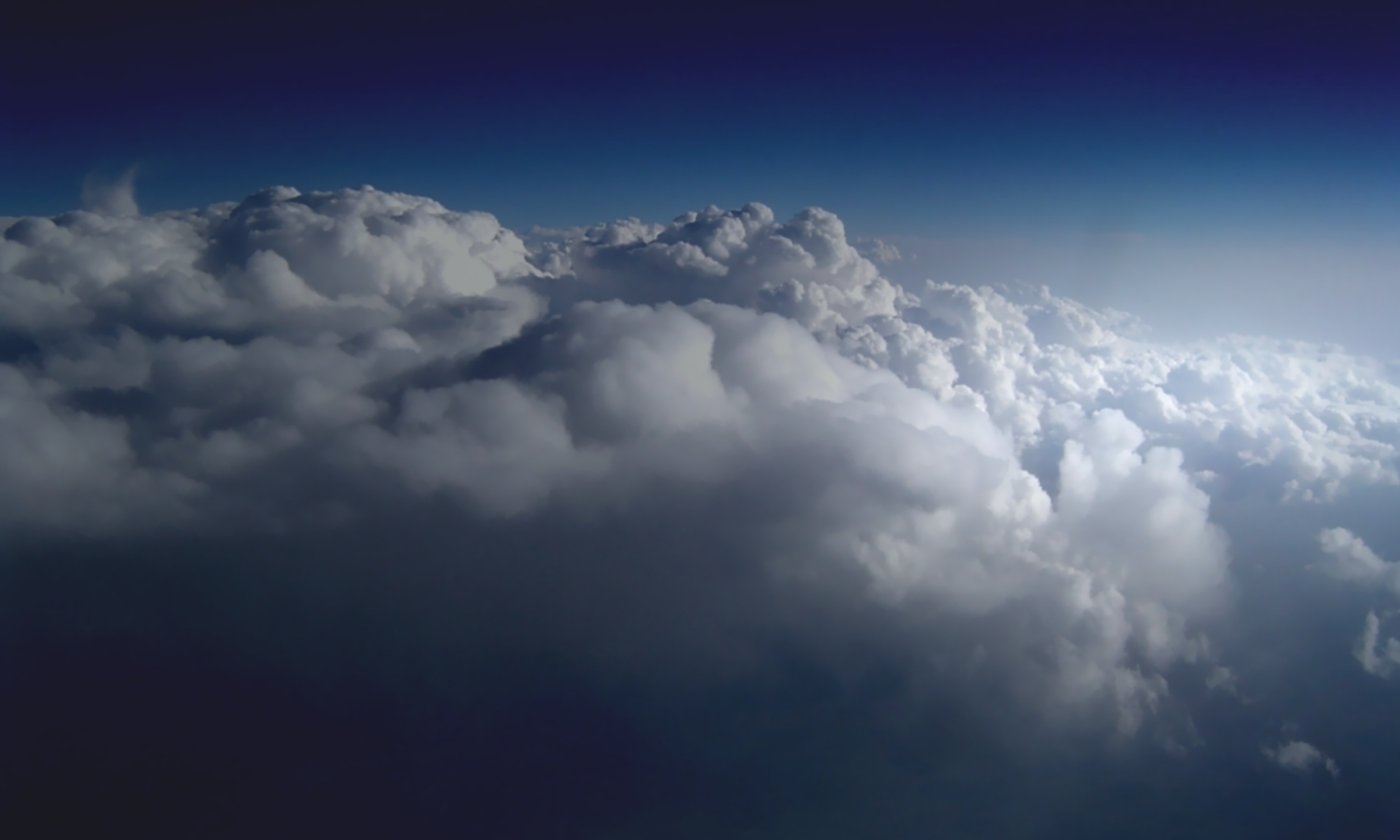
Stratocumulus perlucidus, vu d'un hublot d'avion.

## Histoire des représentations des nuages

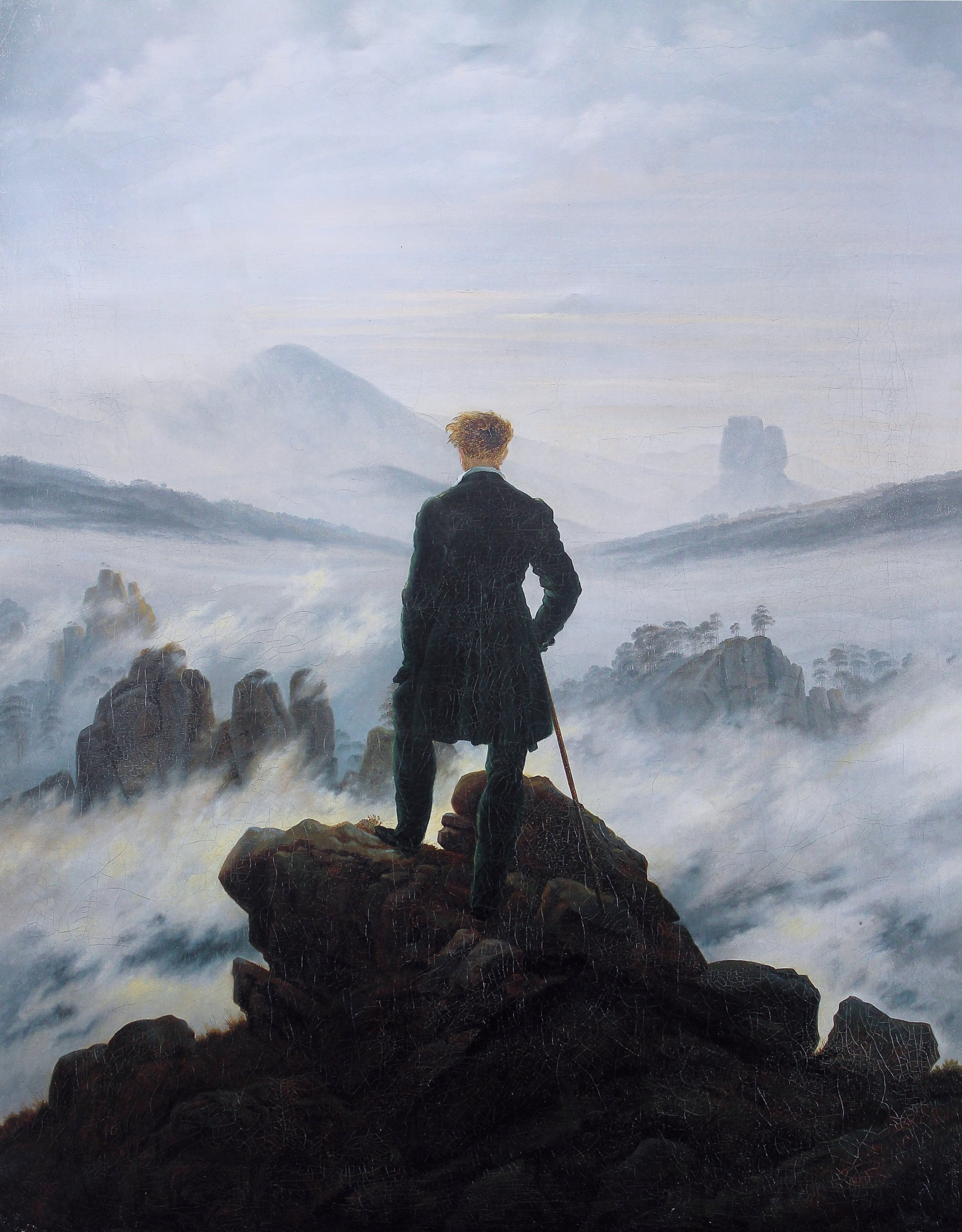
Le Voyageur contemplant une mer de nuages de Caspar David Friedrich, 1818.

L'histoire des représentations des nuages présente les différentes perceptions des nuages au cours des siècles. Les nuages ont souvent fait partie de présages ou de signes divins dans certaines croyances.

### Conception aristotélicienne
La majorité des philosophes de l'Antiquité considèrent que les nuages sont issus des exhalaisons humides que dégagent la mer et les cours d'eau. Ainsi Aristote dans son traité des Météorologiques utilise sa théorie des quatre éléments pour classer les nuages dans les météores aqueux (les hydrométéores). L'explication aristotélicienne repose sur la double exhalaison tellurique provoquée par l'aspiration du soleil : des vapeurs naissent des lieux humides et se concentrent dans l'air pour former les météores humides, des exhalaisons sèches naissent de la terre pour former les météores secs (vents, foudre, tonnerre, météores ignés tels que comètes, étoiles filantes et Voie lactée).
Au XIIe siècle, appelé nue, le nuage est perçu dans une perspective théologique comme la « nuée mystique », c'est-à-dire le voile de Dieu (allant jusqu'à dévoiler le paradis lors d'un éclair) ou selon une perspective plus naturelle (classification selon les couleurs en nuages noirs apportant la pluie selon la métaphore des nimborum naves, « navires de pluie », nuages lumineux et blancs s'étant vidé de leur eau, éventuellement en nuages rouges de l'aurore et du crépuscule) mais sa nature fait débat. La renaissance du XIIe siècle voit la diffusion des ouvrages d'Aristote, notamment les Météorologiques dans lesquels il décrit les nuages sans parvenir à expliquer pourquoi ces particules restent en suspension dans l'atmosphère : à partir du XIIIe siècle, les scolastiques et les encyclopédistes envisagent alors le nuage non plus simplement comme un objet dans le ciel mais comme une matière faite d'air, d'eau, voire de feu selon la théorie aristotélicienne des Quatre éléments, tel Barthélemy l'Anglais dans son Livre des propriétés des choses.

### Représentation esthétique et sacrée
À la fin du Moyen Âge, la littérature qui a jusque-là du mal à saisir le caractère éphémère et mobile du nuage, développe ce thème qui correspond encore plus aux inspirations des siècles suivants (période baroque et romantisme, notamment le Sturm und Drang allemand). Néanmoins, le nuage représenté dans les arts reste essentiellement du domaine du sacré jusqu'au XIXe siècle (hiérophanie de l'ascension du Christ, visions mystiques). À partir du XIXe siècle et jusqu'à aujourd'hui, les artistes comme Claude Monet, John Constable ou Olafur Eliasson utilisent les observations scientifiques des nuages (notamment à partir de montées en ballons) dans leurs œuvres. Quant à Charles Baudelaire, il représente les nuages comme la quintessence de la vie d'un étranger dans son poème L'Étranger : « - Qui aimes-tu le mieux, homme énigmatique, dis ? ton père, ta mère, ta sœur ou ton frère ? - Je n'ai ni père, ni mère, ni sœur, ni frère. - Tes amis ? - Vous vous servez là d'une parole dont le sens m'est resté jusqu'à ce jour inconnu. - Ta patrie ? - J'ignore sous quelle latitude elle est située. - La beauté ? - Je l'aimerais volontiers, déesse et immortelle.  - L'or ? - Je le hais comme vous haïssez Dieu. - Eh ! qu'aimes-tu donc, extraordinaire étranger ? - J'aime les nuages... les nuages qui passent... là-bas... là-bas... les merveilleux nuages ! ».
Avant le XIXe siècle, les nuages sont donc avant tout des objets esthétiques. Les savants tentent de les décrire subjectivement mais leur nature trop diverse, complexe et leur fugacité est un obstacle à leur catégorisation bien qu'il y ait eu quelques tentatives pour les utiliser dans les prévisions météorologiques. Jean-Baptiste de Lamarck propose en 1802 la première classification scientifique des nuages par une liste de termes descriptifs en français, mais c'est le système néphologique de Luke Howard, utilisant le latin universel de la classification binomiale de Carl von Linné, qui connaît le succès dès sa parution en 1803 et dont la terminologie est toujours utilisée aujourd'hui. En 1855, Émilien Renou proposa l’ajout des genres Altocumulus et Altostratus. En septembre 1896, cette version élargie de la classification originelle de Howard fut officiellement adoptée et publiée dans le premier Atlas international des nuages de 1896. L’édition actuelle publiée par l’Organisation météorologique mondiale date de 1956 pour le volume I et de 1987 pour le volume II. C’est elle qui fait foi dans les différents services météorologiques nationaux.

## Formation et dissipation des nuages

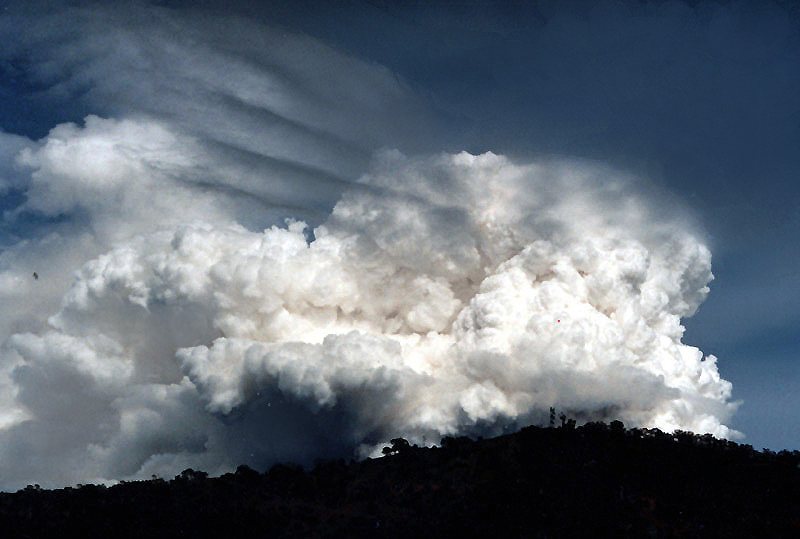
Un nuage d'orage en formation.

La formation de nuages résulte du refroidissement d’un volume d’air jusqu’à la condensation d’une partie de sa vapeur d’eau dont la source est l'évapotranspiration des plantes, l'évaporation de plans d'eau et la sublimation des glaces. Si le processus de refroidissement se produit au sol (par contact avec une surface froide, par exemple), on assiste à la formation de brouillard. Dans l’atmosphère libre, le refroidissement se produit généralement par soulèvement, mécanique ou thermodynamique, en vertu du comportement des gaz parfaits dans une atmosphère hydrostatique, selon lequel un gaz se refroidit spontanément lorsque la pression baisse de façon adiabatique. Les nuages peuvent aussi perdre une partie de leur masse sous forme de précipitations, par exemple sous forme de pluie, grêle ou neige.
La condensation de la vapeur d'eau, en eau liquide ou en glace, se produit initialement autour de certains types de microparticules de matière solide (aérosols), qu'on appelle des noyaux de condensation ou de congélation,. La formation de ces aérosols a été spécifiquement étudiée par des expériences comme CLOUD du CERN, qui a mis principalement en évidence l'importance des vapeurs organiques. Cette expérience souligna également le rôle potentiellement important des rayons cosmiques galactiques dans le processus complexe de création des nuages. La congélation spontanée de l'eau liquide en glace, dans une atmosphère très pure, ne se produit pas au-dessus de −40 °C. Entre 0  et   −40 °C, les gouttes d'eau restent dans un état métastable (surfusion), qui cesse dès qu'elles entrent en contact avec un noyau de condensation (poussière, cristal de glace, obstacle). Lorsque ce phénomène se produit au sol, on assiste à des brouillards givrants.
Juste après la condensation ou la congélation, les particules sont encore très petites. Pour des particules de cette taille, les collisions et l’agrégation ne peuvent pas être les facteurs principaux de croissance. Il se produit plutôt un phénomène connu sous le nom de « effet Bergeron ». Ce mécanisme repose sur le fait que la pression partielle de saturation de la glace est inférieure à celle de l’eau liquide. Ceci signifie que, dans un milieu où coexistent des cristaux de glace et des gouttelettes d’eau surfondue, la vapeur d’eau ambiante se condensera en glace sur les cristaux de glace déjà existants, et que les gouttelettes d’eau s’évaporeront d’autant. On voit ainsi que le soulèvement est doublement important dans la formation de nuages et de précipitations : en premier lieu comme mécanisme de refroidissement, et ensuite comme porteur de gouttelettes d’eau liquide jusqu’au niveau où elles deviennent surfondues.
Le soulèvement peut être dû à la convection atmosphérique, à la présence de terrains montagneux faisant obstacle à l’écoulement de l’air ou à des facteurs de la dynamique atmosphérique, comme les ondes baroclines (aussi appelées « ondes frontales »).
La dissipation des nuages à l'inverse de leur formation se produit lorsque l'air environnant subit un réchauffement et donc un assèchement relatif de son contenu en vapeur d'eau puisqu'un air chaud peut contenir plus de vapeur d'eau qu'un air froid. Ce processus est favorable à l'évaporation, ce qui dissipe les nuages. Le réchauffement de l'air environnant est souvent causé par une subsidence de l'air qui entraîne une compression adiabatique de celui-ci.

### Distribution

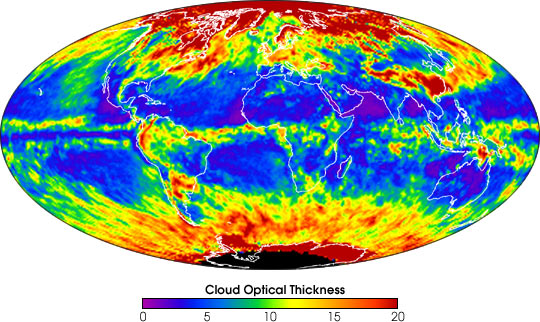
Épaisseur optique des nuages en avril 2001.

À l'échelle mondiale, il y a plus de nuages le long de la zone de convergence intertropicale qui entoure la Terre près de l'équateur, ainsi qu'à proximité des 50e parallèles de latitude dans les hémisphères nord et sud car l'air y suit un mouvement vertical ascendant dans des zones dépressionnaires. La convergence horizontale de l'air près du sol dans ces zones mène à une accumulation qui est compensée par sa montée en altitude, produisant des nuages par le processus de refroidissement adiabatique. Ceci est particulièrement vrai dans les zones océaniques où l'humidité est plus importante.
À l'opposé, autour des 20e parallèles nord et sud se trouve la région des crêtes subtropicales, et à haute latitude celles des anticyclones arctiques et antarctiques. L'air y suit un mouvement vertical descendant par subsidence qui l'assèche et dissipe les nuages. Se retrouvent dans ces zones des déserts comme le Sahara  et l'Atacama qui sont essentiellement sans nuages.
La distribution des nuages varie également selon certains effets topographiques. Par exemple, le flux d'air le long d'une pente montante augmente la production de nuages et de précipitations à cet endroit car l'air est forcé en altitude. À l'inverse, l'air descendant des montagnes par effet de foehn va s'assécher et dissiper les nuages. Ceci donne des régions plus nuageuses que d'autres avec un même système météorologique à grande échelle : les régions côtières sont plus nuageuses que celles en aval des montagnes.
Finalement, selon la stabilité de l'air, des nuages convectifs se forment à certaines saisons et pas à d'autres sur une région donnée.

## Types de nuages

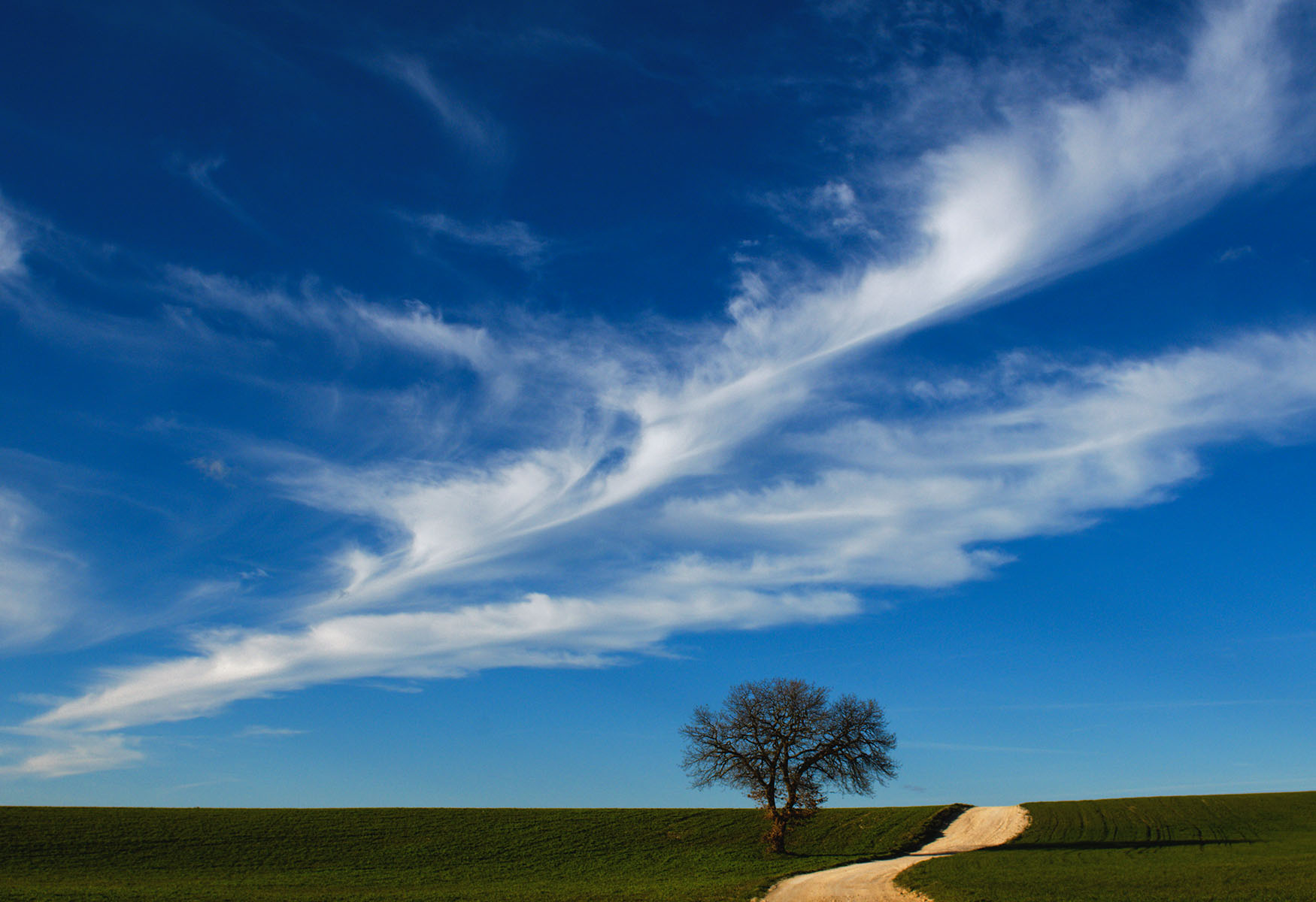
Cirrus uncinus au-dessus de la campagne de Ruvo di Puglia, Italie, un nuage stratiforme.

Les nuages se forment selon deux processus : la convection et le soulèvement progressif de la masse d'air.
Le soulèvement convectif est dû à l'instabilité de l'air. Il est souvent vigoureux et au déclenchement abrupt. Il produit des nuages caractérisés par une extension verticale élevée, mais une extension horizontale limitée. Ces nuages sont désignés génériquement par le terme « cumulus ». Ils peuvent se développer à différents niveaux de la troposphère, là où l'instabilité existe.
Le soulèvement dit synoptique est le résultat des processus de la dynamique en atmosphère stable, dans un écoulement stratifié. Ce soulèvement est graduel, produisant des systèmes nuageux d'une texture uniforme, pouvant couvrir des milliers de kilomètres carrés. Ces nuages sont désignés génériquement par le terme « stratus ». Il arrive parfois que ce soulèvement graduel déstabilise la couche atmosphérique, donnant lieu à des nuages convectifs imbriqués dans le nuage stratiforme.

## Classification troposphérique
Pour les types de nuages sans développement vertical important, cette nomenclature a été organisée selon la hauteur de leur base au-dessus du sol en trois niveaux appelés « étages », déterminant ainsi trois familles (A, B et C). Les nuages présentant un développement vertical plus important constituent une quatrième famille, elle-même subdivisée en deux sous-familles (D1 et D2).
Chaque nuage est rattaché à un genre et une espèce. Il peut lui  être associé un descriptif supplémentaire appelé variété.

### Étages des nuages
Un étage de nuage est une couche ou région de l'atmosphère dans laquelle les nuages de certaines familles apparaissent normalement. La troposphère a été divisée verticalement en trois étages dont les limites se chevauchent quelque peu et varient selon la latitude des régions : polaires, tempérées et tropicales. Les hauteurs approximatives de ces limites sont :
- l'étage élevé se situe à des altitudes de 3 à 8 km dans les régions polaires, 5 à 13 km dans les régions tempérées et 6 à 18 km dans la zone tropicale ;
- l'étage moyen commence à une hauteur de 2 km au-dessus du sol[b] à toutes latitudes et s'étend jusqu'à 4 km près des pôles, 7 km aux latitudes moyennes et 8 km dans les tropiques ;
- l'étage inférieur, ou bas, commence à la surface et s'étend à 2 km au-dessus du sol à toutes les latitudes.

Classification des genres de nuages par altitude d'occurrence (selon les étages dans les régions de latitude moyenne).

### Genres
Les nuages dans l'Atlas international des nuages sont classés en dix genres illustrés dans l'image ci-contre :
- 3 genres « principaux » : Cirrus (nuages élevés), Stratus (nuages bas à développement horizontal), et Cumulus (nuages généralement bas à développement vertical) avec d'autres types dérivés ;
- 3 genres intermédiaires des 3 précédents : Cirrostratus, Cirrocumulus et Stratocumulus ;
- 4 genres dérivés des Cumulus et Stratus : Altocumulus et Altostratus pour les nuages dont la base est à plus de 2 km de hauteur au-dessus du sol, et Cumulonimbus et Nimbostratus pour ceux capables de donner de fortes précipitations[25].

### Espèces
Pour chaque genre de nuages, on note des subdivisions appelées espèces qui s'excluent mutuellement. Elles sont déterminées selon au moins une des caractéristiques suivantes :
1. Forme (nuages en bancs, en voile, en nappe, en couche, etc.) ;
2. Dimensions (surface des éléments constitutifs, extension verticale, etc.) ;
3. Structure interne (cristaux de glace, gouttelettes d'eau, etc.) ;
4. Processus physiques, connus ou présumés, qui peuvent intervenir dans leur formation (soulèvement orographique, avec précipitations, etc.).

### Variétés
Espèces et genres peuvent encore être divisés. Ces divisions sont nommées variétés et ne s'excluent pas mutuellement, sauf les variétés translucidus (translucide) et opacus (opaque). Elles sont déterminées selon l'une des deux caractéristiques suivantes :
1. leur transparence (laissent apercevoir ou non complètement le Soleil ou la Lune) ;
2. l'agencement de leurs éléments macroscopiques.

### Nuages annexes
En plus de cette classification formelle, il existe des nuages accompagnant un autre nuage, généralement plus petits que ce dernier, et séparés de sa partie principale ou parfois partiellement soudés à elle. Un nuage donné peut être accompagné d'un ou de plusieurs de ces nuages annexes dont les principaux sont : le pannus, le pileus, et le velum.

### Particularités supplémentaires
Certains attributs sont également associés à un ou des genres de nuages. Ainsi le cumulonimbus peut avoir un arcus, un entonnoir nuageux, un sommet protubérant, des mammas et un nuage-mur (Wall cloud).

### Genitus et mutatus
Genitus et mutatus sont des suffixes utilisés dans le nom d'un nuage pour indiquer son origine :
- Genitus est ainsi utilisé pour désigner un nuage qui se développe à partir des prolongements (attenants ou non) d'un nuage-origine qui deviennent des nuages d'un genre autre que celui du nuage-origine. Par exemple, un stratocumulus cumulogenitus est un stratocumulus provenant des extensions nuageuses autour d'un cumulonimbus[30]. La traînée de condensation produite par le passage d'un avion en haute altitude n'est pas un nuage en elle-même mais peut se transformer en nuage du genre cirrus. Elle est donc considérée comme homogenitus.
- Mutatus est lui utilisé pour un nuage qui se développe de la totalité ou d'une partie importante d'un nuage qui est le siège d'une transformation interne complète, le faisant passer d'un genre à un autre. Par exemple, un stratus stratocumulomutatus est un stratus découlant d'un stratocumulus[31].

### Familles

#### Nuages élevés (famille A)
Ils se forment au-dessus de 5 000 mètres dans la région froide de la troposphère. Ils sont classés comme cirrus ou ses dérivés utilisant le préfixe cirro-. À cette altitude, l'eau gèle quasiment toujours : les nuages sont donc composés de cristaux de glace.
| Genre                                           | Espèces | Variétés                                 | Particularité supplémentaire Nuages annexes | Nuage d'origine (Genitus)             | Nuage découlant (Mutatus)       | Image |
| ----------------------------------------------- | --- | ---------------------------------------- | ------------------------------------------- | ------------------------------------- | ------------------------------- | ----- |
| Cirrus (non-convectifs ou à convection limitée) | Non-convectifs Cirrus spissatus Cirrus fibratus Cirrus uncinus Convection limitée Cirrus castellanus Cirrus floccus | Intortus Duplicatus Vertebratus Radiatus | Mamma Fluctus (Kelvin-Helmholtz)            | Cirrocumulus Altocumulus Cumulonimbus | Cirrostratus                    |       |
| Cirrocumulus (convection limitée)               | Cirrocumulus castellanus Cirrocumulus floccus Cirrocumulus lenticularis Cirrocumulus stratiformis | Lacunosus Undulatus                      | Virga Mamma Cavum                           | -                                     | Cirrus Cirrostratus Altocumulus |       |
| Cirrostratus (non-convectifs)                   | Cirrostratus fibratus Cirrostratus nebulosus | Duplicatus, Undulatus                    | -                                           | Cirrocumulus Cumulonimbus             | Cirrus Cirrocumulus Altostratus |       |
| Traînée de condensation                         | Pas un genre de l'OMM mais un type de Genitus. Long et fin nuage formé après le passage d'un avion à haute altitude (appelé contrail en anglais). Il peut persister de quelques minutes à plusieurs heures selon la stabilité et l'humidité relative à la hauteur de production |                                          |                                             | Cirrus homogenitus                    |                                 |       |

#### Moyens (famille B)
Ils se développent entre 2 000 et 7 000 mètres (dans les régions tempérées) et sont classés en utilisant le préfixe alto-. Ils sont formés de gouttelettes d'eau.
| Genre                              | Espèces | Variétés                                                               | Particularité supplémentaire Nuages annexes | Nuage d'origine (Genitus) | Nuage découlant (Mutatus)                           | Image |
| ---------------------------------- | --- | ---------------------------------------------------------------------- | ------------------------------------------- | ------------------------- | --------------------------------------------------- | ----- |
| altocumulus (à convection limitée) | Altocumulus castellanus Altocumulus floccus Altocumulus lenticularis Altocumulus stratiformis Altocumulus volutus | Duplicatus Lacunosus Opacus Perlucidus Radiatus Translucidus Undulatus | Mamma Virga Asperitas Cavum Fluctus         | Cumulus Cumulonimbus      | Altostratus Cirrocumulus Stratocumulus Nimbostratus |       |
| altostratus (non-convectifs)       | - | Duplicatus Opacus Radiatus Translucidus Undulatus                      | Mamma Pannus Virga Præcipitatio             | Altocumulus Cumulonimbus  | Cirrostratus Nimbostratus                           |       |

#### Bas (famille C)
Ce sont des nuages de basses hauteurs (jusqu'à 2 000 mètres au-dessus du sol). Lorsque ces derniers rencontrent la terre, on les appelle brouillard.
| Genre                                                                                                | Espèces | Variétés                                                                | Particularité supplémentaire Nuages annexes       | Nuage d'origine (Genitus)                     | Nuage découlant (Mutatus)        | Image |
| --- | --- | ----------------------------------------------------------------------- | ------------------------------------------------- | --------------------------------------------- | -------------------------------- | ----- |
| Stratocumulus (à convection limitée)                                                                 | Stratocumulus castellanus Stratocumulus lenticularis Stratocumulus stratiformis Stratocumulus floccus Stratocumulus volutus | Duplicatus Lacunosus Opacus Perlucidus, Radiatus Translucidus Undulatus | Mamma Præcipitatio Virga Asperitas Cavum Fluctus  | Altostratus Cumulus Cumulonimbus Nimbostratus | Altocumulus Nimbostratus Stratus |       |
| Stratus (non-convectifs à texture uniforme, souvent accompagnés de brouillard au sol)                | Stratus fractus Stratus nebulosus                                                                                           | Opacus Translucidus Undulatus                                           | Præcipitatio                                      | Cumulus Cumulonimbus Nimbostratus             | Stratocumulus                    |       |
| Cumulus (convectifs, leur base peut être à plus de 2 000 m dans une zone de convection libre faible) | Cumulus fractus Cumulus humilis                                                                                             | Radiatus                                                                | Arcus Pannus Pileus Præcipitatio Tuba Velum Virga | Altocumulus Stratocumulus                     | Stratocumulus Stratus            |       |

#### Moyen développement vertical (famille D1)
Ce sont des nuages de basses à moyennes hauteurs (base jusqu'à 3 000 mètres, sommet jusqu'à 6 000 mètres au-dessus du sol). Les cumulus mediocris et congestus se forment généralement à basse hauteur au-dessus du sol sauf lorsque l'air est très sec et ils peuvent alors se retrouver à l'étage moyen. Ils sont formés de gouttelettes surfondues et présentent des protubérances ou des bourgeonnements. Ceux-ci sont peu ou modérément développés dans le cas des mediocris et fortement développés dans celui du congestus. Les dimensions de ces protubérances peuvent varier notablement d'un nuage à l'autre.
| Genre                                                                              | Espèces           | Variétés | Particularité supplémentaire Nuages annexes        | Nuage d'origine (Genitus)                                  | Nuage découlant (Mutatus) | Image |
| ---------------------------------------------------------------------------------- | ----------------- | -------- | -------------------------------------------------- | ---------------------------------------------------------- | ------------------------- | ----- |
| Cumulus (convectifs dans une zone de convection libre de faible à moyenne énergie) | Cumulus mediocris | Radiatus | Præcipitatio Virga                                 | Altocumulus Stratocumulus                                  | Stratocumulus Stratus     |       |
| Cumulus (convectifs dans une zone de convection libre de moyenne énergie)          | Cumulus congestus | -        | Arcus Mamma Pannus Pileus Præcipitatio Velum Virga | Altocumulus Altostratus Cumulus Nimbostratus Stratocumulus | Cumulus                   |       |

#### Grand développement vertical (famille D2)
Le nimbostratus se forme à partir d'altostratus de hauteur moyenne qui s'épaississent et dont la base s'approche du sol avec les précipitations. Son sommet va atteindre 4 kilomètres dans les régions arctiques et plus de 7 kilomètres dans les régions tempérées et tropicales. La constitution physique de ce nuage est analogue à celle de l'altostratus, mais ses particules constitutives sont généralement plus grosses et leur concentration plus forte. Par suite de l'extension verticale généralement grande du nimbostratus, ce dernier est assez sombre dans sa région inférieure. Bien qu'il soit essentiellement un nuage stratiforme avec faible mouvement vertical interne, des masses nuageuses d'origine convective, à grande extension verticale, peuvent se former dans son sein.
Les cumulonimbus peuvent avoir de forts courants verticaux et s'élèvent bien au-dessus de leur base (généralement de basse à moyenne hauteur jusqu'à 3 000 mètres au-dessus du sol). Leur sommet est de plus de 7 000 mètres et peut même atteindre les 15 kilomètres. Ils sont constitués par des gouttelettes d'eau et, dans leurs régions supérieures, par des cristaux de glace. L'eau des gouttelettes et des gouttes de pluie peut être fortement surfondue et mener à la formation d'un rapide dépôt de glace sur les aéronefs. Les cumulonimbus donnent de grosses gouttes de pluie, du grésil ou de la grêle.
| Genre | Espèces                                     | Variétés | Particularité supplémentaire Nuages annexe                                | Nuage d'origine (Genitus)                                              | Nuage découlant (Mutatus)             | Image |
| --- | ------------------------------------------- | -------- | ------------------------------------------------------------------------- | ---------------------------------------------------------------------- | ------------------------------------- | ----- |
| Nimbostratus (non-convectifs)                                                                                       | -                                           | -        | Pannus, Præcipitatio, Virga                                               | Altostratus (Parfois de l'étalement de cumulus congestus/cumulonimbus) | Altocumulus Altostratus Stratocumulus |       |
| Cumulonimbus (convectifs dans une zone de convection libre à l'extension verticale maximale, produisant les orages) | Cumulonimbus calvus Cumulonimbus capillatus | -        | Arcus Cauda Incus Mamma Murus Pannus Pileus Præcipitatio Tuba Velum Virga | Altocumulus Altostratus Cumulus Nimbostratus Stratocumulus             | Cumulus                               |       |

### Ambiguïtés liées au mode de formation des nuages
La classification des nuages date du XIXe siècle et était à l'origine purement visuelle. À cette époque il n'y avait ni radiosondage, satellite ou planeur. Depuis, de grands progrès ont été faits et à titre d'exemple, les sondages atmosphériques (définissant la physique des nuages) sont de nos jours monnaie courante et aisément accessibles sur Internet, affichés sous forme de SkewTs, téphigrammes ou émagrammes.
La dernière version de l'Atlas international des nuages date de 2017 avec peu de changements sur celle de 1975 (premier volume) et de 1982 (second volume) pour ce qui concerne la classification des nuages,. Ainsi, l'Atlas définit les cumulus comme étant des nuages de l'étage inférieur (i.e. leur base est généralement à moins de 2 km de hauteur) tandis que les altocumulus castellanus sont des nuages de l'étage moyen (i.e. leur base est entre 2 et 5 km). Cette définition fait fi de leur mode de formation et peut provoquer des confusions. Par exemple, en Arizona les cumulus formés par le réchauffement diurne peuvent avoir leur base à 4 km de hauteur à cause de l'air très sec en surface tandis que certains altocumulus castellanus peuvent avoir leur base à 2 km, voire moins (dans ce cas, ce sont des stratocumulus castellanus). C'est pourquoi des auteurs comme Scorer
ou Corfidi
plaident pour une définition physique des nuages. Ceci est aussi le cas pour les pilotes de planeur. Le même problème apparaît pour les cumulonimbus.
En 1976, la National Aeronautics and Space Administration américaine a d'ailleurs publié son propre classement qui place la structure physique devant la plage de hauteurs au-dessus du sol pour les critères de définition des classes. Cinq familles ou catégories ont été identifiées : Cirriforme, cumuliforme, stratiforme, stratocumuliforme, et cumulonimbiforme.
En 2000, Hans Häckel, Directeur du centre météorologique de Weihenstephan en Allemagne, a proposé une classification pratique, déduite de la classification internationale, basée sur le mode de formation des nuages, divisés ainsi en deux groupes : les nuages en amas et les nuages en voile ou couche.

## Nuages anthropogéniques

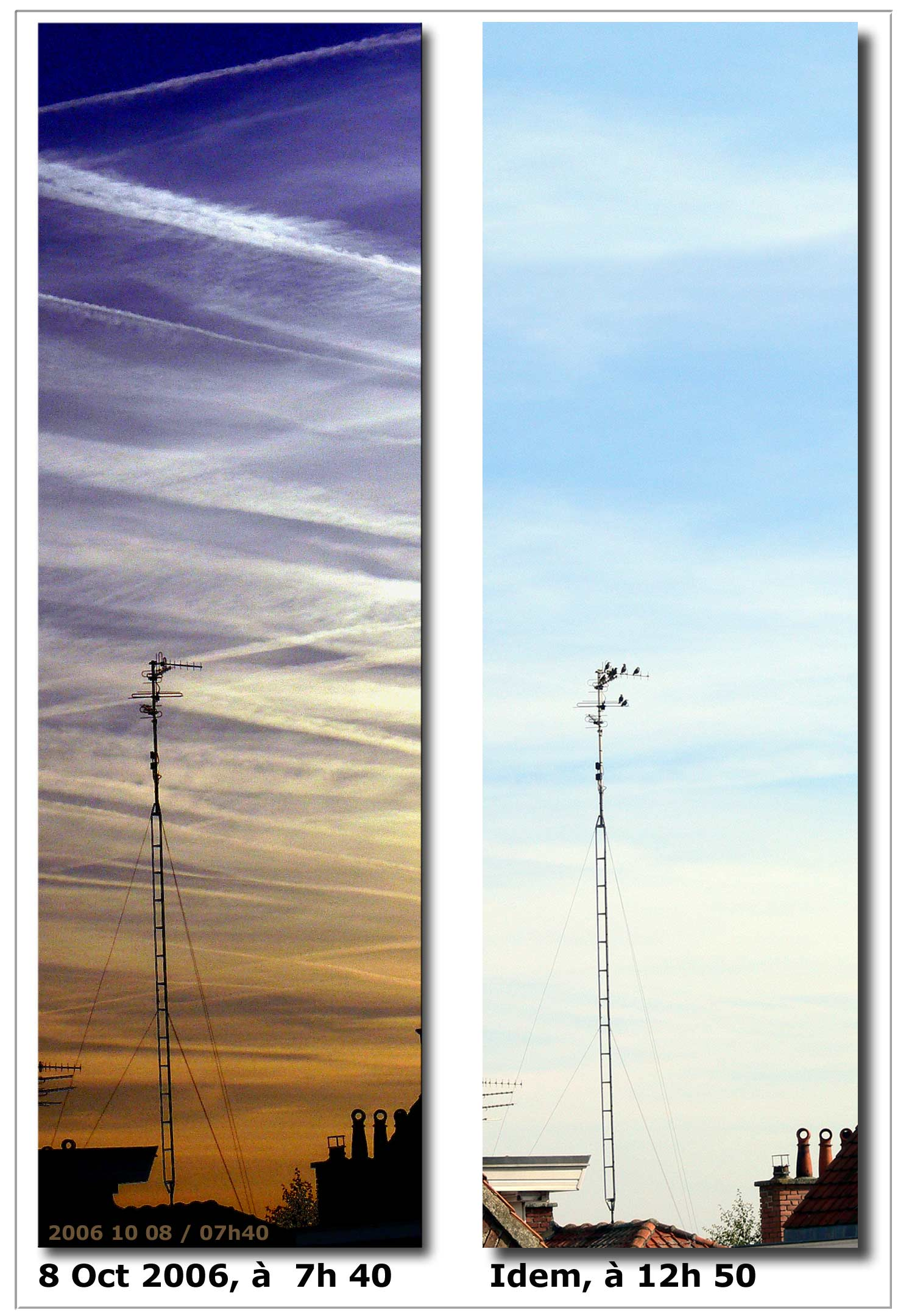
Traînées d'avion se formant au soleil levant et leur évolution (Lille, 8 octobre 2006).

Depuis le début de la Révolution industrielle, l'utilisation de combustible fossile ajoute humidité et particules dans l'atmosphère, ce qui va servir à la formation de nuages. Ces nuages peuvent se développer seuls ou augmenter la production de la nébulosité naturelle. Les nuages anthropogéniques, ou homogenitus selon l'Atlas international des nuages de 2017, sont ainsi des nuages artificiellement produits par l'activité humaine.
Le type de nuages anthropogéniques le plus courant est la traînée de condensation qui se forme à haute altitude dans le sillage des avions. La formation des traînées change l'albédo de l'atmosphère et l’augmentation du trafic aérien mondial produit ainsi un effet sur les échanges énergétiques de l'atmosphère, d'autant plus que le transport aérien tend à augmenter,,. Ces traînées, par leurs impacts en termes d'effet de serre,,, doubleraient la responsabilité du trafic aérien en termes de contribution au réchauffement (sachant qu'en 2010, les émissions provenant de l'aviation représentaient environ 3 % du total annuel des émissions de CO2 provenant des carburants fossiles), augmentant ainsi une part qu'on estimait autrefois faible par rapport à d'autres modes de transport.

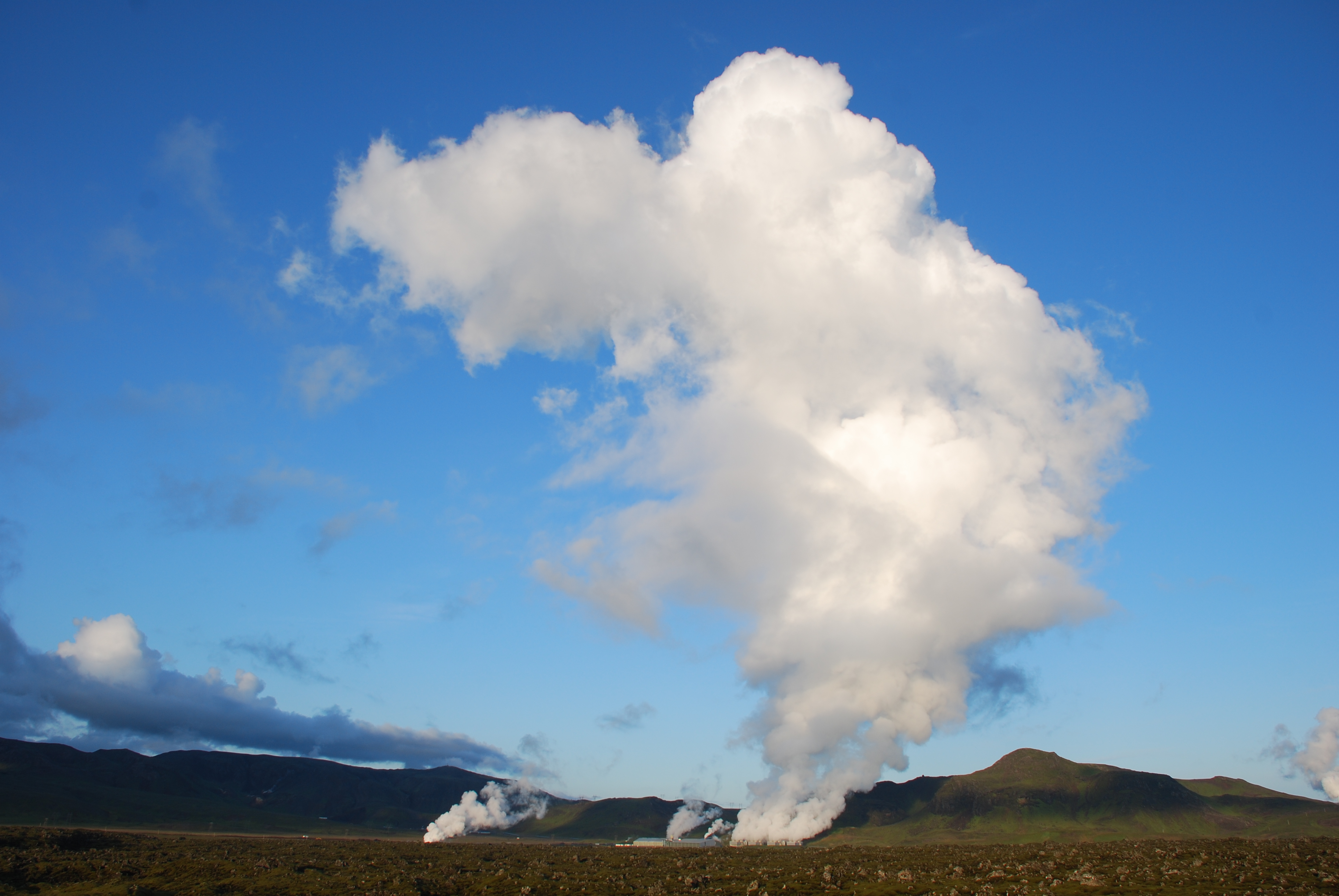
Anthropocumulus, panache de vapeur sortant de la centrale géothermique de Nesjavellir en Islande.

Plus bas dans l'atmosphère, les usines, les centrales électriques au charbon et au pétrole, ainsi que les transports produisent localement beaucoup d'humidité et de particules. Même les centrales nucléaires et géothermiques produisent de l'humidité pour leur refroidissement. Dans des conditions d'air très stable, la production de stratus, de brouillard et de smog sera augmentée. Un exemple est celui des traînées de condensation de navires qui augmente l'albédo le long des couloirs maritimes.
Des nuages convectifs se forment aussi lors de feux de forêts (pyrocumulus) ou d'explosions (nuage en champignon). Les nuages artificiels peuvent aussi être produits volontairement. Les nombreuses expériences de modification du temps impliquent l'augmentation de la nébulosité ou sa diminution par divers moyens.
Enfin, les grandes villes créent aussi leurs propres nuages, comme le montre l'imagerie satellitaire de conurbations comme celles de Londres et de Paris. Au printemps et en été, ces zones sont toujours plus nuageuses l'après-midi et le soir (de plusieurs points de pourcentage) que ne le sont les zones rurales périphériques. Alors que l'évaporation est moindre en ville, l'empoussièrement et la chaleur y sont plus élevés et augmentent au cours de la journée. La chaleur forme des turbulences au-dessus des villes, qui peuvent attirer l'air périphérique plus humide, alors que les particules peuvent faciliter la nucléation de microgouttelettes dans l'air. On a aussi constaté que les week-ends présentent une météorologie différente.

## Au-dessus de la troposphère

### Nuages stratosphériques
Les nuages nacrés sont des nuages qui se forment dans la stratosphère, à une altitude située entre 15 000 et 25 000 mètres. Les nuages nacrés sont rares et se forment surtout l'hiver à proximité des pôles. Ils ont été décrits par l'astronome Robert Leslie dès 1885. Ils sont impliqués dans la formation de trous dans la couche d'ozone car ils supportent les réactions chimiques qui produisent des molécules de composés chlorés. Ces molécules servent de catalyseur à la réaction détruisant les molécules d'ozone.

### Nuages mésosphériques
Les nuages noctulescents, aussi connus sous le nom de nuages polaires mésosphériques, nuages nocturnes lumineux ou de nuages noctiluques, sont des formations atmosphériques de très haute altitude. Pour un observateur terrestre, ils se présentent comme de brillants nuages en forme de filaments ou de nappes, visibles durant le crépuscule profond — c'est-à-dire le crépuscule astronomique. La plupart du temps, ces nuages sont observés durant les mois d'été entre les latitudes 50° et 70° au nord et au sud de l'équateur. Ils se trouvent entre 75 et 90 kilomètres d'altitude.

## Nébulosité et opacité

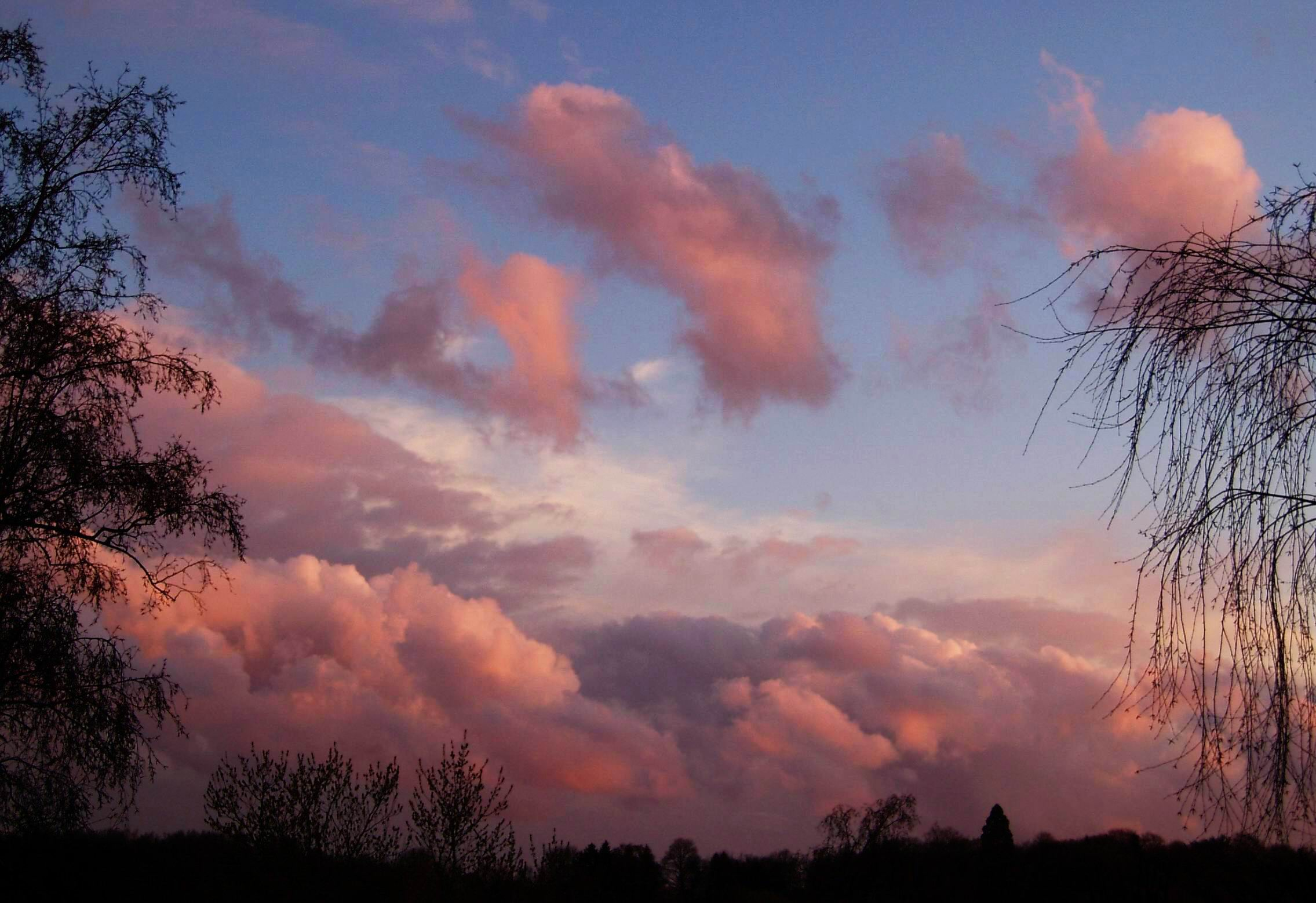
Nuages colorés par le coucher de Soleil.

L'atmosphère terrestre est plus ou moins saturée en eau. L'imagerie satellitaires montre qu'à un instant donné, environ 60 % de la surface du globe est recouverte de nuages.
La nébulosité, ou couverture nuageuse, désigne la fraction du ciel couverte par les nuages d'un certain genre, d'une certaine espèce, d'une certaine variété, d'une certaine couche, ou d'une certaine combinaison de nuages. La nébulosité totale est la fraction du ciel cachée par l'ensemble des nuages visibles. Les deux se mesurent en octas, soit le huitième de la voûte céleste, ou en dixièmes. La nébulosité et l'opacité des nuages sont signalés par les rapports météorologiques (METAR).
L’opacité est la visibilité verticale à travers les nuages. Les nuages peuvent être minces et transparents comme les cirrus ou bloquer complètement la lumière.
La nébulosité et l'opacité sont estimées en général par un observateur, utilisant parfois des lunettes d'obscurité pour éviter les reflets. Cependant, la nébulosité peut être calculée par la fraction de l'heure où un célomètre enregistre des nuages. La nébulosité totale peut aussi être estimée par un instrument mesurant E, l'éclairement sur une surface horizontale, par des estimations de la forme :
{\displaystyle \textstyle N={\sqrt {1,4286{\frac {E_{diffus}}{E_{global}}}-0,3}}}

## État du ciel
L'état du ciel est la description de la nébulosité, de l'opacité, de la hauteur et du type de nuages, ainsi que les obstructions à la visibilité comme le brouillard, les précipitations ou la fumée, à un moment déterminé aux différents étages nuageux.
La nébulosité est cumulative, c'est-à-dire qu'elle est la fraction, en octas ou dixièmes de la voûte céleste, couverte par des couches situées à ce niveau et au-dessous. Par exemple, si une couche de nuages de l'étage bas couvre 3 octas, la couche rapportée au niveau moyen sera de 3 octas ou plus. L'opacité est rapportée de la même façon.
L'état du ciel total peut être décrit comme la somme des caractéristiques de la somme des couches de nuages et d'obstruction à visibilité où :
- Ciel dégagé : un ciel où il y a absence totale de couches nuageuses ou de phénomènes obscurcissant la voûte céleste ;
- Épars : une couche en altitude dont l’étendue cumulative est de 1/10 à 5/10 ;
- Fragmenté : une couche en altitude dont l’étendue cumulative varie entre 6/10 et 9/10 inclusivement ;
- Couvert : une couche en altitude dont l’étendue cumulative dépasse 9/10.

Une couche doit être décrite comme « mince » lorsque les deux conditions suivantes s’y retrouvent :
1. L’étendue cumulative de la couche dépasse l’opacité cumulative de 1/10 ou plus du ciel entier ;
2. L’opacité cumulative de la couche est de 5/10 ou moins du ciel entier.

Les obstructions à la visibilité, les précipitations, la hauteur des couches, etc. seront ajoutées dans un rapport METAR de l'état du ciel.

## Couleurs des nuages

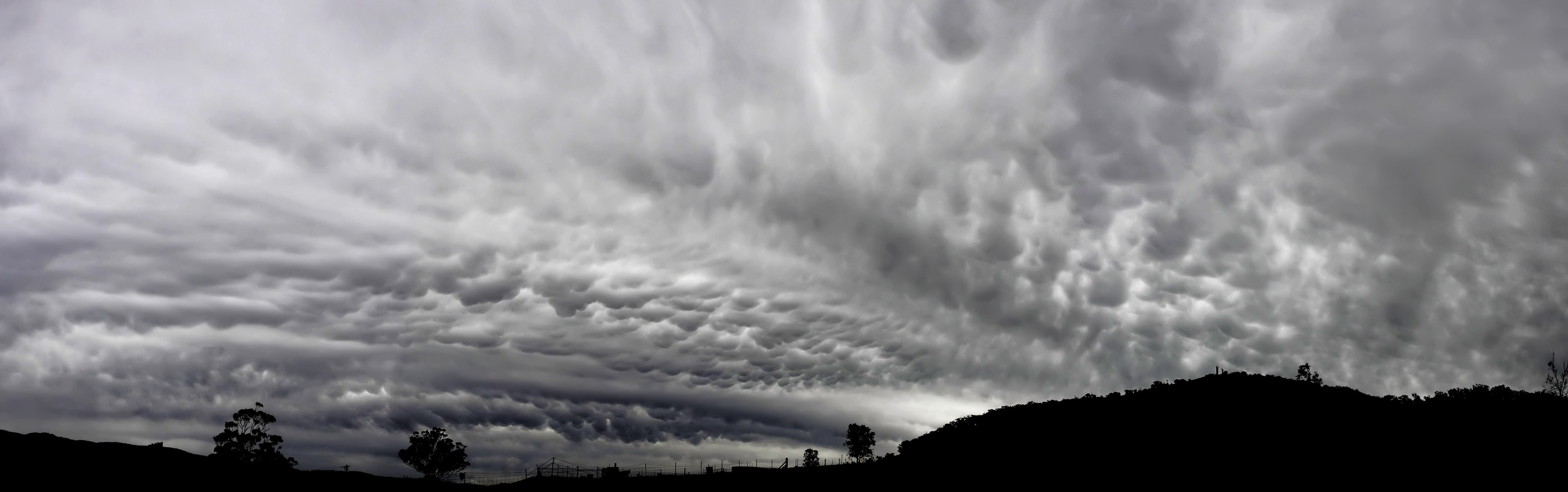
Panorama de stratocumulus avec mamma en formation.

La diffusion de la lumière par les gouttelettes des nuages selon la théorie de Mie se fait surtout vers la direction d'où vient la lumière et dans la direction où elle va : c'est la luminance du nuage. Cette lumière provient, pour la plus grande part, directement de l'astre éclairant ou du ciel, mais une part appréciable peut provenir également de la surface terrestre. Ainsi, la blancheur des nuages est maximale lorsque l'observateur dirige son regard dans un axe aligné avec le soleil, soit dans le dos ou devant lui. À tout autre angle, il reçoit seulement une fraction de la luminosité. Naturellement, l'épaisseur et la densité du nuage (notion d'opacité précédemment évoquée) intervient également, d'où la base parfois extrêmement sombre des cumulonimbus.
La dispersion de la lumière à travers les cristaux de glace des cirrostratus obéit quant à elle à la diffusion de Rayleigh, qui est isotrope selon l'angle mais dépend de la longueur d'onde. C'est pourquoi on voit souvent des halos circulaires autour du Soleil ou des parhélies (ou faux soleils) lorsque ce type de nuage s'interpose.

## Nuages extraterrestres

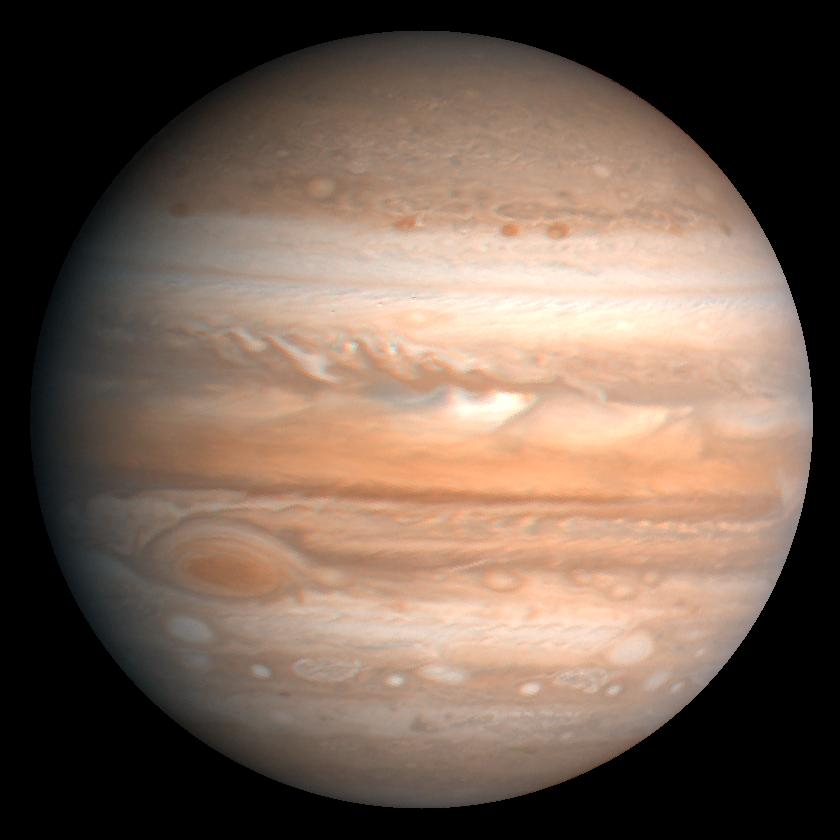
Jupiter et sa couche nuageuse externe.

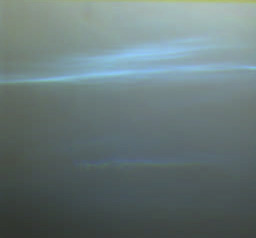
Nuages de glace d'eau sur Mars.

La Terre n'est pas le seul corps céleste à avoir une atmosphère où se forment des nuages. De façon générale, la plupart des planètes et lunes du Système solaire possédant une atmosphère importante ont des nuages, mais leur composition est souvent fort différente puisque leur atmosphère est formée de gaz variés. Ainsi par exemple, les nuages épais qui recouvrent Vénus sont formés de dioxyde de soufre, de vapeur d'eau et de gouttelettes d'acide sulfurique, alors que ceux de Jupiter et de Saturne sont faits d'ammoniaque à l'extérieur, d'hydrosulfure d'ammonium au milieu et d'eau à l'intérieur,. Des nuages semblent également avoir été détectés autour de planètes extrasolaires, et il est très probable que la plupart des planètes des autres systèmes planétaires en possèdent si elles ont une atmosphère, même si des planètes à l'atmosphère « transparente » (sans nuage) semblent également avoir été détectées, y compris des géantes gazeuses.
La formation et la classification de ces nuages extraterrestres varient également avec la composition de l'atmosphère considérée.